# Gánt
Gánt é um município da Hungria, situado no condado de Fejér. Tem 58,15 km² de área e sua população em 2015 foi estimada em 862 habitantes.